# مقتل لوكا أتاناسيو
مقتل لوكا أتاناسيو قُتل لوكا أتاناسيو السفير الإيطالي لدى جمهورية الكونغو الديمقراطية في 22 فبراير 2021 مع شخصين آخرين عندما تعرض وفد من برنامج الأغذية العالمي كان يسافر في زيارة ميدانية لهجوم من قبل أفراد مسلحين. كانت القافلة المكونة من مركبتين وعلى متنها سبعة أشخاص مسافرة في مقاطعة شمال كيفو الكونغولية من عاصمة المقاطعة غوما إلى برنامج التغذية المدرسية التابع لبرنامج الأغذية العالمي في روتشورو وهي بلدة تقع على بعد 70 كيلومترًا شمال غوما على طريق كان من شأنه أن تسلكه المركبات من خلال منتزه فيرونجا الوطني. وقع الهجوم في الساعة 10:15 صباحًا بالتوقيت المحلي بالقرب من بلدتي كيبومبا وكانانياماهورو. وقالت حاكمة برنامج الأغذية العالمي وشمال كيفو كارلي نزانزو إن القافلة لم يكن لديها حراسة أمنية وقت الهجوم.

## الهجوم
كانت القافلة التي تقل أتاناسيو تسير على امتداد الطريق الوطني 2 في حديقة فيرونجا الوطنية عندما أوقفها مسلحون. قتل المهاجمون شخصًا واحدًا في مكان الحادث يُعرف بأنه سائق الأمم المتحدة الكونغولي مصطفى ميلامبو. واقتاد المهاجمون أعضاء الوفد الآخرين إلى الأدغال حيث وقع تبادل لإطلاق النار. في تبادل لإطلاق النار أصيب أتاناسيو وحارسه الشخصي كارابينيير فيتوريو إياكوفاتشي 30 عام بجروح قاتلة. وأصيب آخرون في القافلة. أصيب أتاناسيو برصاصة في بطنه وتوفي متأثراً بجراحه قبل وصوله إلى المستشفى في غوما. وفقًا للمدعي العام ألبرتو بيوليتي أظهر تشريح الجثث أن أتاناسيو وياكوفاتشي قُتلا في تبادل لإطلاق النار بدلاً من القتل على غرار الإعدام.